# Мост на Сочи
Мост на Соча (словен. Most na Soči, итал. Santa Lucia d'Isonzo) је насељено место у општини Толмин, Горишка регија, Словенија.

## Историја
До територијалне реорганизације у Словенији био је у саставу старе општине Толмин.

## Становништво
У попису становништва из 2011. године, Мост на Сочи је имао 434 становника.
| Број становника према пописима | Број становника према пописима | Број становника према пописима |
| ------------------------------ | ------------------------------ | ------------------------------ |
| 1991                           | 2002                           | 2011                           |
| 481                            | 466                            | 434                            |

Напомена: До 1955. исказивано под именом Света Луција об Сочи.

## Галерија
- гробљанска црква "Свети Мавер"
- камени мост на језеру
- река Соча
- река Идријца
- предузеће "Siapro"